# (7721) Andrillat
(7721) Andrillat (6612 P-L) – planetoida z pasa głównego asteroid okrążająca Słońce w ciągu 4,21 lat w średniej odległości 2,61 j.a. Odkryta 24 września 1960 roku.